# Join-Calcul
Le Join-Calcul est une algèbre de processus développé à l'Inria et  inspiré de la machine abstraite chimique.
Il a servi de base pour le développement de plusieurs langages de programmation, tels que JoCaml (basé sur OCaml) et Cω (basé sur C#).